# Kossaki (województwo mazowieckie)
Kossaki – wieś sołecka w Polsce położona w województwie mazowieckim, w powiecie ostrowskim, w gminie Nur.
Wieś szlachecka położona  była w drugiej połowie XVI wieku w powiecie nurskim ziemi nurskiej województwa mazowieckiego. W latach 1975–1998 miejscowość administracyjnie należała do województwa łomżyńskiego.
Wierni kościoła rzymskokatolickiego należą do parafii św. Jana Apostoła w Nurze.

## Historia
Wieś założona najpóźniej na początku XV w. przez osadników z Ziemi ciechanowskiej. Pierwotnie Głoskowo Błonie. Pierwsza część nazwy pochodzi od imienia Głosek. Wzmiankowana w dokumentach z lat 1414–1425. Nazwa Coossaky, pochodząca od imienia Kosek, pojawiała się w 1432 r. W XV w. obie formy stosowano wymiennie.
Spis podatkowy z roku 1578 wymienia wieś Morawskye Kossaki o powierzchni 19 włók, zamieszkaną przez drobną szlachtę.
Znani właściciele wsi (często częściowi):
- 1578 – Andrzej, Piotr i Kilianus z braćmi
- Lipscy herbu Pobóg
- od początku XVIII w. – Ossolińscy: Franciszek Maksymilian Ossoliński, Tomasz Ossoliński, Aleksander Ossoliński
- Złotkowscy
- połowa XVIII w. - właścicielem działu wsi Jan Lipski
- do 1864 r. część wsi należała do dóbr Obryte

W roku 1827 we wsi 13 domów i 86 mieszkańców.
Po uwłaszczeniu powstało w Kossakach 6 gospodarstw chłopskich o całkowitej powierzchni 125 morgów. Pozostała ziemia należała do gospodarzy drobnoszlacheckich. 
Spis powszechny z roku 1921 notuje tu 34 domy i 196 mieszkańców.